# Ньюджент, Энтони, 11-й граф Уэстмит
Энтони Фрэнсис Ньюджент, 11-й граф Уэстмит (англ. Anthony Francis Nugent, 11th Earl of Westmeath; 11 января 1870 — 12 декабря 1933) — ирландский пэр. Он носил титул учтивости — лорд Делвин с 1879 по 1883 год.

## Биография
Родился 11 января 1870 года. Старший сын Уильяма Сент-Джорджа Ньюджента, 10-го графа Уэстмита (1832—1883), и его жены Эмили Маргарет Блейк (? — 1906). Он получил образование в ораторианской школе в Южном Кенсингтоне и в колледже Крайст-черч Оксфордского университета.
31 мая 1883 года после смерти своего отца Энтони Фрэнсис Ньюджент унаследовал титулы 11-го графа Уэстмита (Пэрство Ирландии) и 16-го барона Делвина (Пэрство Ирландии).
Почётный атташе в Вашингтоне (1895—1897), помощник секретаря Королевской комиссии по расследованию договорных прав Франции на Ньюфаундленде (1898), помощник личного секретаря государственного министра по делам колоний (1898—1901), заместитель лейтенанта графства и мировой судья графства Голуэй.
Член Тайного совета Ирландии (1902) и член Сената Королевского университета Ирландии (1902).
С 1901 по 1933 год — один из ирландских пэров-представителей в Палате лордов Великобритании.
Лорд Уэстмит владел собственностью в Палласе и Спринг-Гарден, Тина, графство Голуэй. В 1870-х годах он владел более чем 14 000 акров (57 км2) в графстве Голуэй, а также собственностью в графстве Роскоммон в округе Огулла, баронстве Роскоммон.
Лорд Уэстмит скончался 12 декабря 1933 года в возрасте 63 лет, не оставив детей. Ему наследовал его младший брат Гилберт Чарльз Ньюджент, 12-й граф Уэстмит.